# Alfred von Oberndorff
Alfred Graf von Oberndorff (Edingen, Baden-Württemberg, 9 de diciembre de 1870 - Heidelberg, Baden-Württemberg, 16 de marzo de 1963) fue un diplomático alemán.

## Biografía
Luego de terminar los estudios jurídicos y el doctorado de LLD en la Universidad de Heidelberg, se unió al Ministerio de Asuntos Exteriores. Desde 1900 fue el segundo secretario de la embajada en Madrid y, a partir de 1905, el primer secretario de la embajada en Bruselas. Como concejal, regresó a Madrid en 1907 y a Viena en 1910. De 1912 a 1916 Oberndorff fue ministro extraordinario en Oslo, y de 1916 a 1918 fue enviado en Sofía.
Oberndorff fue nombrado comisionado del gobierno del Reich en cuestiones de política exterior y, tras la derrota alemana en la Primera Guerra Mundial, el 11 de noviembre de 1918 firmó el Armisticio de Compiègne. En 1920 y 1921 fue el primer empresario alemán en Varsovia. Como miembro fundador de la Comisión de Estudio Germano-Francesa, abogó por un acercamiento entre Alemania y Francia en los años veinte.
Se casaría con Marguerite de Stuers en 1904, con quien tendría dos hijos. Oberndorff se encuentra enterrado en Neckarhausen.